# Gustaf Bernhardt 1894-1974
Carl Gustaf (Gösta) Thor Erik Hjalmar Daguerre Bernhardt, född 6 september 1894 i Stockholm, död 27 november 1974, var en svensk skytt, seglare och militär.
Han var son till bruksägaren Thor Bernhardt och Agda Nehlson samt brorson till Helmer Bernhardt. Han var från 1920 gift med Birgit Öhman (1897-1983) och paret fick fyra barn.
Efter studentexamen vid Norra Real i Stockholm 1912 valde han den militära banan och blev fänrik vid Kustartilleriregementet i Karlskrona 1915, underlöjtnant 1917, löjtnant 1918 och slutligen  kapten 1928. Han genomgick under sin militära period Sjökrigshögskolan. Han var divisionschef vid 186:e franska traktorsartilleriregementet i Dijon 1927-1928 samt genomgick franska arméns artilleriskjutskolor i Camps du Valdahon. Bernhardt var mestadels förlagd i Karlskrona, men förflyttades 1940 till Härnösand då familjen flyttade till Saltsjöbaden.
Han var initiativtagaren vid bildandet av Svenska seglarskolan (SSS) 1931 som blev en rikstäckande organisation med syftet att ge ungdomen en fostran på havet och lära ungdomar segla på större fartyg samt ge underlag för rekrytering av matroser till Flottan. Han var sedan starten stiftelsens skolchef. Han skrev och utgav Seglarboken för ungdom 1934 Libris 1367554 och flera smärre seglingstekniska skrifter samt var redaktör och utgivare av Svenska seglarskolans årsbok Till segels! sedan 1932. Från 1933 anordnade seglarskolan även extrakurser för flickor, under ledning av hustrun Birgit Bernhardt. Stiftelsens verksamhet reducerades i samband med andra världskriget, sista seglatsen genomfördes 1948. Gustaf Bernhardt köpte, under andra världskriget, Hårsnärs gård vid sjön Sommen i Östergötland och födde där upp vildsvin för försäljning till restauranger (vildsvin räknades under  ransoneringstiden som en kupongfri vara). Han pensionerade sig 1948 och köpte s/y Kaparen av Svenska Seglarskolan och organiserade med den en seglats för turister till Medelhavet 1949. Under 1953 köpte han gården Hacienda Morilla i Málagatrakten, Spanien, och odlade där mandel, oliver och bedrev vinodling. 

## Källa
- Svenska män och kvinnor,  biografisk uppslagsbok, band I A-B, sidan 286 Libris 53800
- Riksarkivet, Bernhardt
- Stiftelsen svenska seglarskolans historia